# M-609
La M-609 es una autovía perteneciente a la Red Principal (Comunidad de Madrid) de la Comunidad de Madrid (España), con una longitud de 5,2 km.

## Características
Era una carretera desdoblada de que va desde la autovía de Colmenar Viejo, M-607 y termina en la rotonda de Soto del Real, M-608, donde inicia la variante de Soto Real. Cuenta las características de una autovía limitada a 100 km/h, por el registro de una intensidad circulatoria de 22.000 vehículos diarios antes de iniciarse las obras de la autovía. Las obras del desdoblamiento fueron ejecutadas durante unos 18 meses y invirtieron unos 10,3 millones de euros.

## Tramos
| Denominación | Tramo                                      | km  | Año servicio |
| ------------ | ------------------------------------------ | --- | ------------ |
| M-609        | Colmenar Viejo M-607 - Soto del Real M-608 | 4,5 | 2011         |